# Schlacht um Schuscha (1992)

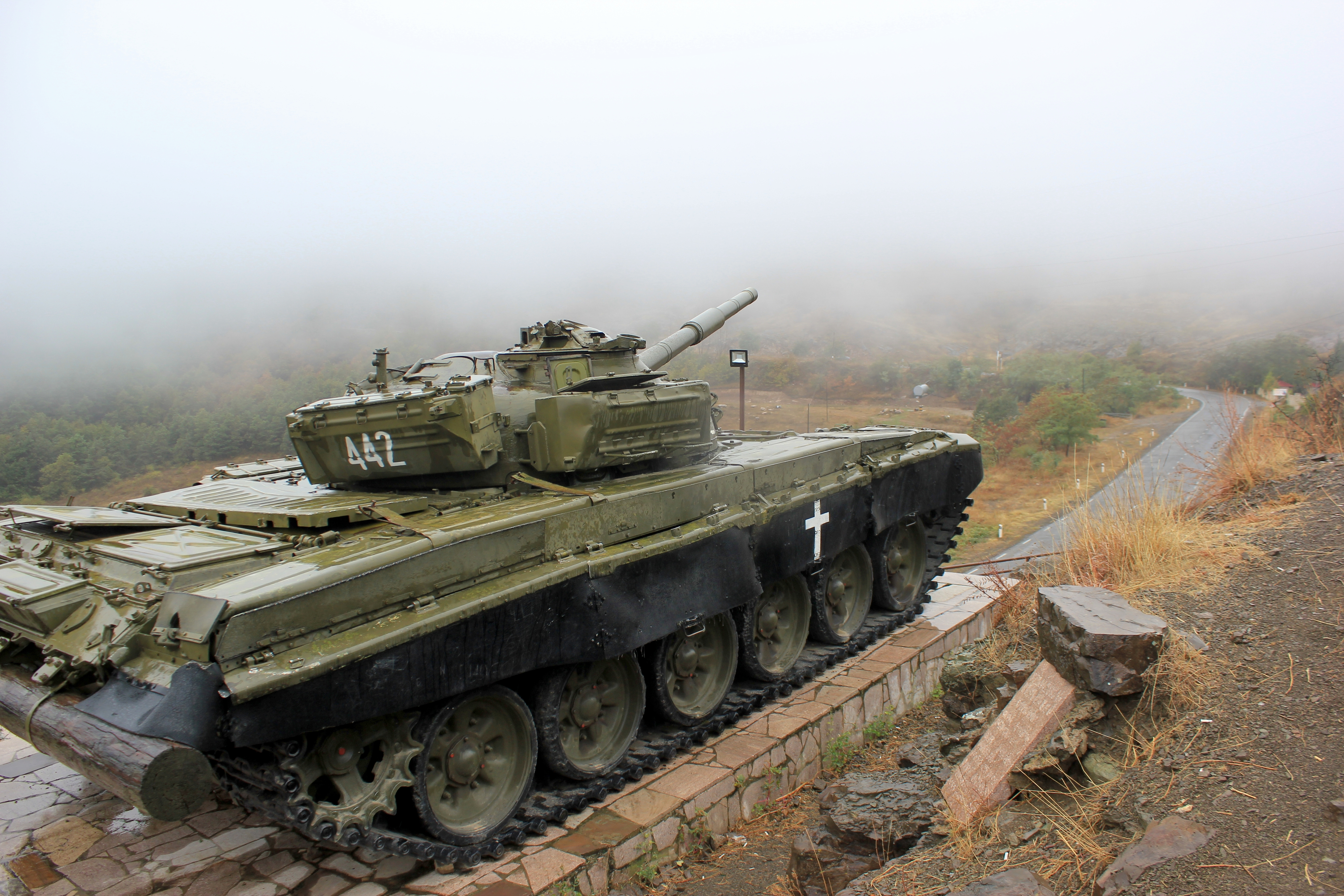
Ein wiederhergestellter armenischer T-72-Panzer stand bis 2020 als Denkmal auf einem Hügel an der Straße, die von Stepanakert nach Şuşa führt.

Als Schlacht um Schuscha (1992) wird die Eroberung der aserbaidschanischen Stadt Şuşa (eingedeutscht Schuscha) in Bergkarabach durch armenische Streitkräfte am 9. Mai 1992 bezeichnet. In der aserbaidschanischen Geschichtsschreibung wird dieses Ereignis als Besetzung von Şuşa (aserbaidschanisch Şuşanın işğalı), in der armenischen Historiographie als Befreiung von Schuschi (armenisch Շուշիի ազատագրումը Schuschii asatagrumy) geführt. Im Zuge des erneuten Ausbruchs des Bergkarabachkonflikt 2020 wurde die Stadt von der aserbaidschanischen Armee zurückerobert.

## Hintergrund
Mit dem Zerfall der Sowjetunion Ende 1991 trat die seit Jahren eskalierende armenisch-aserbaidschanische Auseinandersetzung in ihre kriegerische Phase ein. Zu Sowjetzeiten galt Şuşa als einzige große aserbaidschanische Enklave innerhalb des mehrheitlich von Armeniern bevölkerten Autonomen Gebiets Bergkarabach, das wiederum zur Aserbaidschanischen Sozialistischen Sowjetrepublik gehörte. Von den 17 Tausend Einwohnern, die die Stadt vor dem Sturm der Armenier zählte, waren 98 Prozent Aserbaidschaner. Die armenische Bevölkerung der Stadt war bereits zuvor, im September 1988, vertrieben worden.
Bereits ab Anfang 1991 befand sich die Stadt mit einigen Hundert Verteidigern in armenischer Einkesselung und war praktisch von der Außenwelt abgeschnitten. Zum Zeitpunkt des Angriffs war Elbrus Orudschow Militärkommandant von Şuşa auf aserbaidschanischer Seite. Seit Oktober 1991 nahmen aserbaidschanische Einheiten von der 1300 Meter über dem Meeresspiegel gelegenen Stadt, die tiefer liegende und nur 5 bis 7 Kilometer nördliche befindliche Hauptstadt Stepanakert (aserbaidschanisch Xankəndi), unter anderem auch mit Grad-Raketen, unter Beschuss. Durch den kontinuierlichen Beschuss hatte sich die Einwohnerzahl Stepanakerts bis Mai 1992 von ursprünglich 70.000 auf nur noch 20.000 reduziert. Die Einnahme der Stadt war daher von entscheidender strategischer Bedeutung für die armenische Seite.

## Angriff und Einnahme

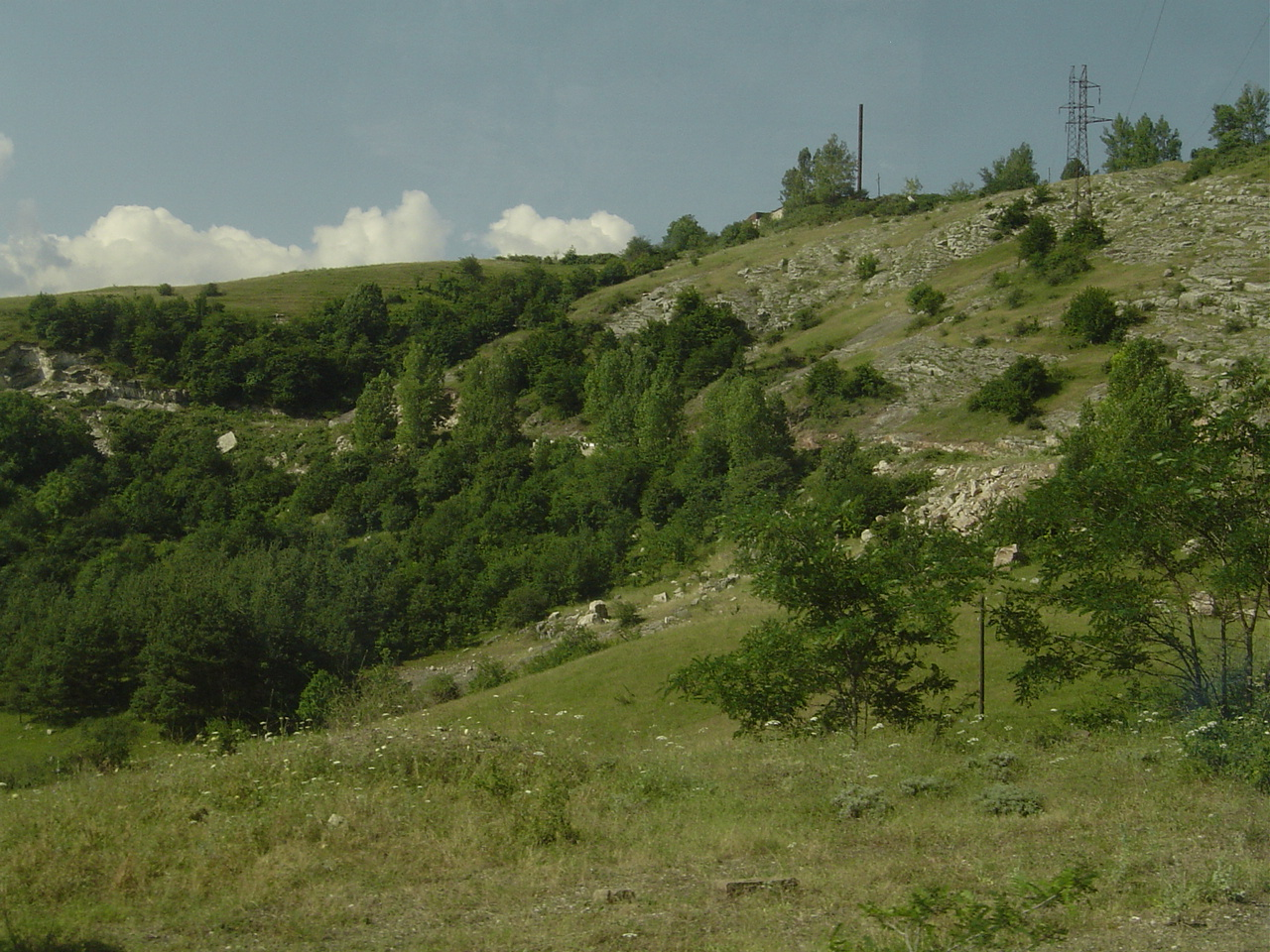
Die nach Şuşa führende Straße, wo das Aufeinandertreffen von Awscharjans und Agarunows Panzern stattfand.

Gemäß Ara Sahakjan, dem ehemaligen Vize-Parlamentssprecher Armeniens, liebäugelte der Sicherheitsrat Armeniens seit geraumer Zeit mit dem Gedanken, Şuşa zu besetzen, um die Kontrolle über den Latschin-Korridor zu erlangen und die direkte Landverbindung zwischen Armenien und Bergkarabach herzustellen. Eine umfassende militärische Unterstützung erhielt dabei Armenien von Russland. Der Angriffsplan zur Eroberung der Stadt bekam den Namen „Hochzeit in den Bergen“ und wurde vom General Arkadi Ter-Tadewosjan, der bereits zuvor am Massaker von Chodschali mitwirkte, entworfen. Der spätere Präsident Armeniens Robert Kotscharjan nahm ebenfalls an der Operation teil. Die Aserbaidschaner wurden bei der Verteidigung der als uneinnehmbar geltenden Festungsstadt Şuşa von einem Bataillon tschetschenischer Freiwilligen unter Führung des islamistischen Terroristen Schamil Bassajew unterstützt.
In der Nacht zum 8. Mai 1992 erstürmten armenische Einheiten die Stadt. Die Schlacht dauerte einen Tag lang und forderte bis zu 300 Tote. Unter den Gefallenen war auch der jüdischstämmige Panzerkommandant Albert Agarunov, der posthum zum Nationalhelden Aserbaidschans erklärt wurde. Die mangelnde Organisation der Verteidigung, das Fehlen einer einheitlichen Armeeführung und die politischen Machtkämpfe in Baku besiegelten das Schicksal von Şuşa. Laut aserbaidschanischen Augenzeugen habe das armenische Militär beim Beschuss der Stadt gezielt auch zivile Objekte ins Visier genommen. Nach der Besetzung wurde die Stadt geplündert und in Brand gesteckt.

## Folgen und internationale Reaktionen
Die Besetzung von Şuşa durch armenische Separatisten traf den damaligen Präsidenten Armeniens Lewon Ter-Petrosjan zu einem ungünstigen Zeitpunkt. Zusammen mit seinem aserbaidschanischen Amtskollegen Jagub Mammadow befand sich dieser in Teheran. Das Ziel war, die Gespräche über ein gemeinsames Kommuniqué zu führen, welches die Grundprinzipien des Friedensabkommens zwischen Armenien und Aserbaidschan hätte festlegen sollen. Doch bereits bei der Abreise aus Teheran erfuhr Mammadow über die Besetzung von Şuşa durch Armenier. Somit waren die Vermittlungsbemühungen Irans zum Scheitern verurteilt. Dies führte zu einem diplomatischen Skandal und einer ernsthaften Abkühlung der Beziehungen zwischen Jerewan und Teheran.
Der Fall der strategisch wichtigen Festung verschärfte die politischen Turbulenzen in Baku immer weiter. Die Parteien begannen, mit Vorwürfen der gegenseitigen Inkompetenz und des Verrats auszutauschen. Der Verteidigungsminister Aserbaidschans Rahim Gasijew wurde des Hochverrats und der Übergabe der Stadt an den Feind beschuldigt und zum Tode verurteilt. Später wurde diese Entscheidung in lebenslange Haft umgewandelt. 2005 wurde er begnadigt und auf freien Fuß gesetzt. Eine der verheerenden Folgen für Aserbaidschan war außerdem die Besetzung der Stadt Laçın nur 10 Tage nach dem Verlust von Şuşa, welche den ersten Landweg von Armenien nach Bergkarabach eröffnete und dessen Blockade aufhob.
Auf einer außerordentlicher Sitzung der türkischen Regierungsmitglieder nannte der türkische Premierminister Süleyman Demirel die Annexion von Şuşa als einen weiteren Akt des „armenischen Terrorismus“ gegen Aserbaidschaner. Er betonte, die Türkei könne nicht mehr in der Rolle eines externen Beobachters bleiben. Die Stimmen wurden lauter, Ankara müsse an der Seite Aserbaidschans militärisch eingreifen. Doch der Oberbefehlshaber der GUS-Streitkräfte Marschall Jewgeni Schaposchnikow warnte vor der Intervention einer dritten Partei ins Kriegsgeschehen, die zu unvorhersehbaren Folgen führen könne.